# Castillo de Pedro Codes

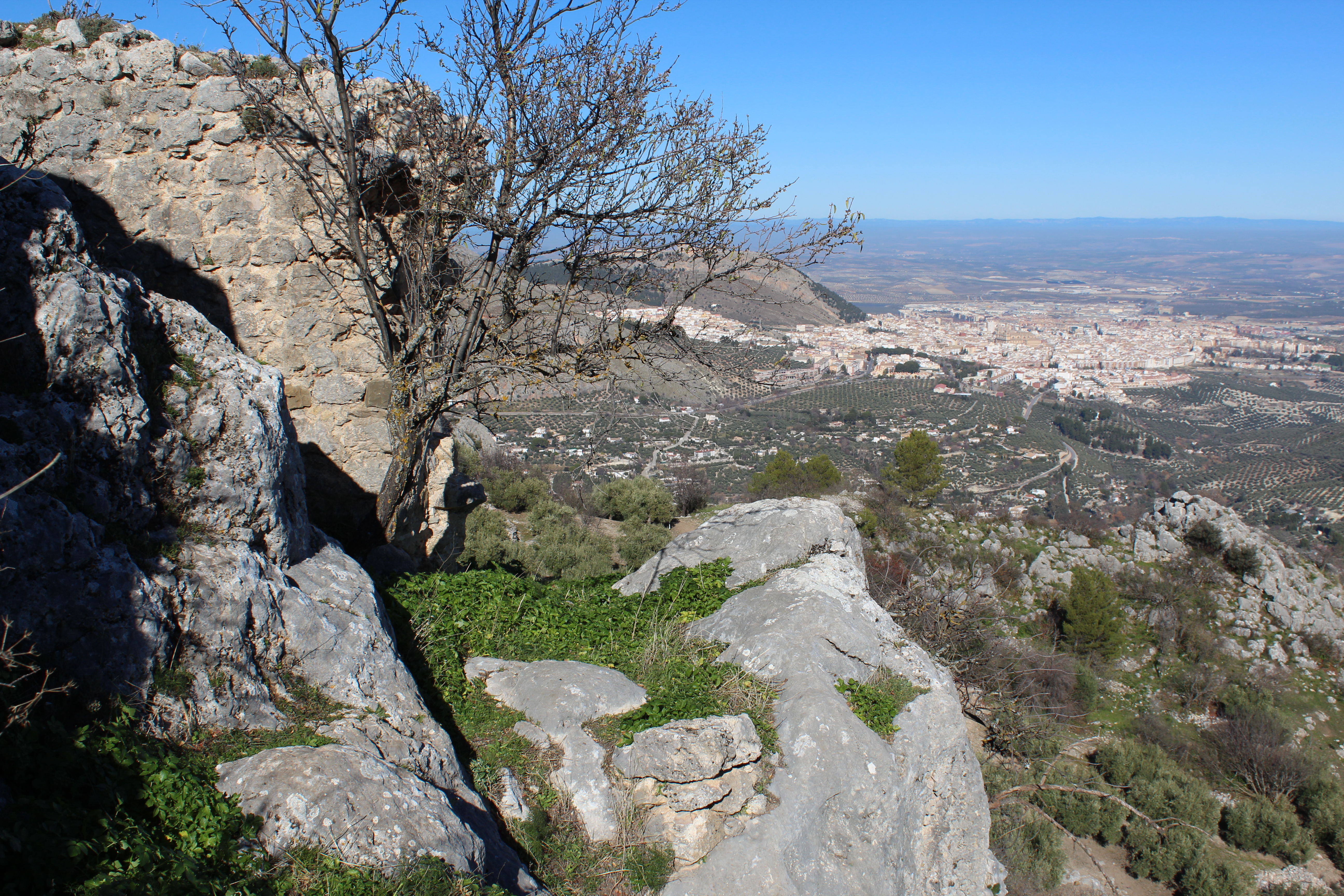
Detalle de la muralla del castillo y vista lejana de la ciudad de Jaén

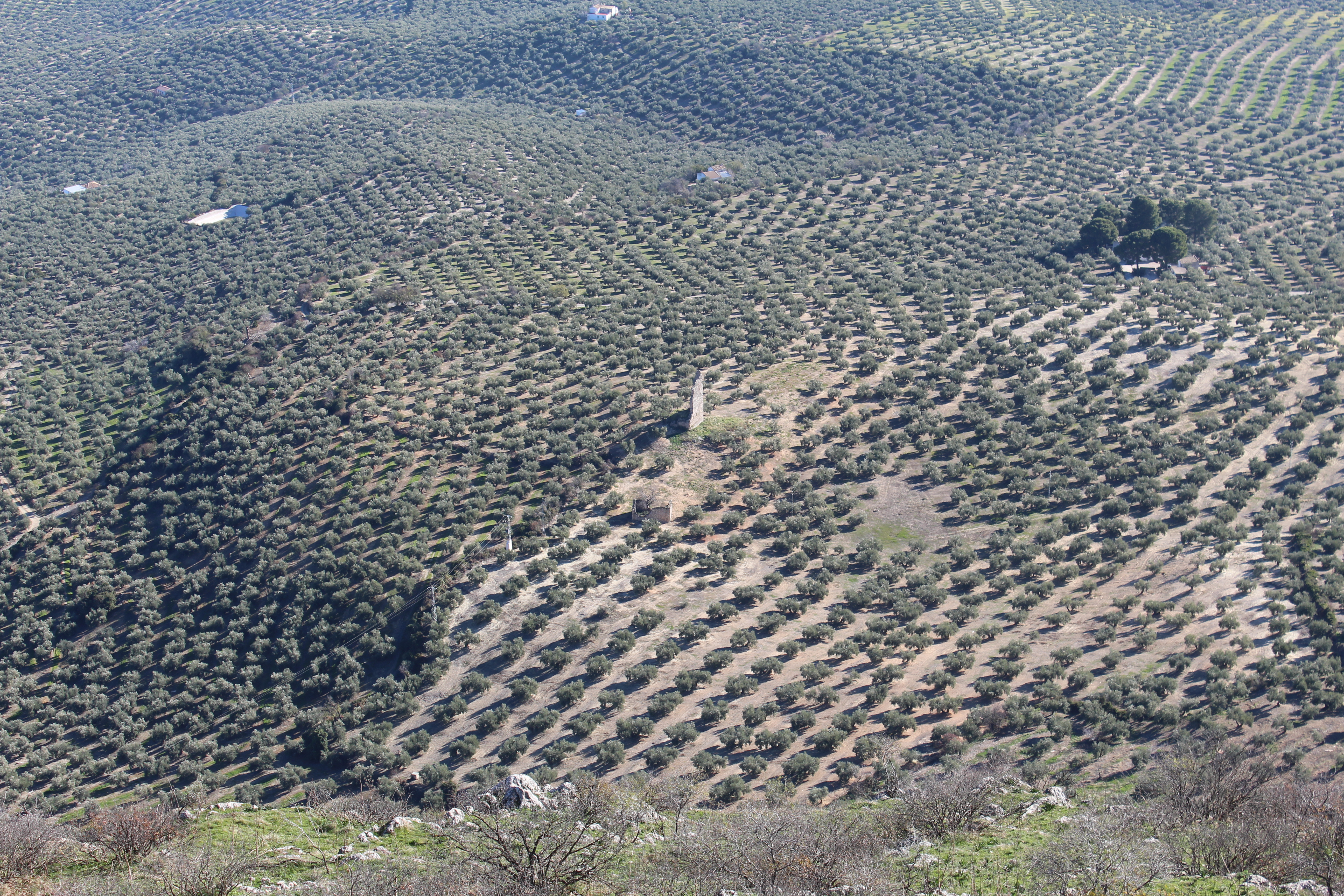
Vista de Torre Bermeja desde el castillo de las Peñas de Castro

El castillo de Pedro Codes, o también torre de Pedro Codes, o de las Peñas de Castro, son los restos arqueológicos de un fortificación conformados por una muralla de mampostería en seco y una torre atalaya en la cumbre compuesta de mampostería ordinaria. Están declarados Bien de Interés Cultural, conforme al decreto de 22 de abril de 1949. 

## Descripción
El acceso se realiza a través de un camino en zig-zag en la vertiente Norte de las Peñas de Castro. Este camino llega hasta la meseta, donde existen numerosos restos de cerámica islámica, dos eras empedradas y restos de un molino de aceite. Existen restos de un muro de mampuesto en seco y restos de una torre de tapial de calicanto, con saeteras, de planta cuadrada de 9,60 m de lado y 11 m de altura.

## Historia
Algunos autores atribuyen a la fortaleza origen bereber, posiblemente almorávide, al menos en lo que respecta a la torre, pues se cree que esta se construyó aprovechando una fortaleza más antigua. Así mismo, se le identifica con el "Castillo de Castro", muy citado en tiempos de la fitna y de la rebelión muladí.
La torre atalaya estaba destinada a la vigilancia de los caminos, dado que enlazaba visualmente el Castillo de Otíñar (que defendía la frontera de Granada) con el Castillo de Santa Catalina en Jaén. Asimismo conecta visualmente con el Castillejo de Zumel.
Esta torre fue abandonada tras la reconquista del lugar por los cristianos, pues la Torre Bermeja, ubicada en el piedemonte de las Peñas de Castro, era más accesible y podía cumplir la misma función: comunicar el Castillo de Otíñar con el Castillo de Santa Catalina.